# Helmut Gerstenberg
Helmut Gerstenberg (* 16. August 1926 in Gotha; † 5. April 1983) war ein deutscher Ingenieur und Erfinder.

## Leben und Wirken
Gerstenberg studierte nach seinem Abitur in Meiningen Maschinenbau an der TH Hannover und schloss sein Studium mit dem Titel eines Diplomingenieurs ab. Er war Assistent am Lehrstuhl für Verbrennungskraftmaschinen der TH Hannover und von 1952 bis 1954 als Konstrukteur und Versuchsingenieur für Dieselmotoren bei Hanomag in Hannover tätig.
Seit 1954 war Gerstenberg als Versuchsingenieur für Feststoff-Flüssigkeitssysteme bei der Hoechst AG beschäftigt, später Leiter der Abteilung Verfahrenstechnik. Er erfand das Bunt-Färben der synthetischen Chemiefaser Trevira(R) sowie den Blasensäulenreaktor. Auf dem Jahrestreffen der Verfahrens‐Ingenieure vom 27. bis 29. September 1978 in Aachen hielt er einen in Fachkreisen viel beachteten Vortrag über den Blasensäulenreaktor, einen verfahrenstechnischen Apparat, der sich für chemische und biochemische Reaktionen zwischen Gas und Flüssigkeit einsetzen lässt. Als Erfinder hielt er Patente in Europa, den Vereinigten Staaten von Amerika und in Kanada
Er lebte in Fischbach.

## Publikationen (Auswahl)
- "Korngrößenbestimmungen an Kunststoff‐Pulvern", in: Chemie Ingenieur Technik, September 1957
- Ermittlung der Korngrößenverteilung fester Stoffe mit der Sedimentationswaage, in: DECHEMA-Monographien Bd. 31, 1959
- "Aufnahme von Trocknungskurven", in: Chemie Ingenieur Technik, September 1960
- Tamaño óptimo para plantas piloto con miras al cambio de escala, al funcionamiento y a los costes. Bilbao: La Convención 1973
- "Blasensäulen-Reaktoren", in: Chemie Ingenieur Technik, März 1979, S. 208–216.  (Vortrag auf dem Jahrestreffen der Verfahrens‐Ingenieure, 27. bis 29. September 1978 in Aachen)
- "Aufarbeitung von Fermentationsprodukten", in: Chemie Ingenieur Technik, 1980 (mit Wolfgang Sittig und Karlheinz Zepf)
- "Rührkessel‐Reaktoren für Polymer‐Synthesen", in: Chemie Ingenieur Technik, 1983 (mit Peter Sckuhr und Rudolf Steiner)